# Tōnoshō
Ne doit pas être confondu avec Tonoshō.
Tōnoshō (東庄町, Tōnoshō-machi) est un bourg du district de Katori, dans la préfecture de Chiba, au Japon.

## Géographie

### Démographie
Au 1er janvier 2014, la population de Tōnoshō s'élevait à 14 567 habitants répartis sur une superficie de 46,16 km2.